# Martina Schönebeck
Martina Schönebeck (* 21. September 1948 in Leipzig als Martina Töpfer; † 3. Oktober 2023) war eine deutsche Politikerin (PDS).
Schönebeck besuchte die Erweiterte Oberschule in Berlin und legte das Abitur zusammen mit einer Facharbeiterausbildung zum Landwirt in der Rinderzucht ab. Sie studierte Psychologie an der Humboldt-Universität Berlin und erwarb den Titel der Diplom-Psychologin, später promovierte sie zur Dr. rer. nat. und führte ein postgraduales Studium an der Akademie für Ärztliche Fortbildung der DDR zur Fachpsychologin der Medizin durch.
Schönebeck arbeitete zunächst als wissenschaftliche Assistentin im Bereich Entwicklungs- und Persönlichkeitspsychologie an der Sektion Entwicklungspsychologie der Humboldt-Universität Berlin, danach als Kinderpsychologin in der psychiatrischen Beratungsstelle Berlin-Prenzlauer Berg, als Stellvertreterin eines Stadtbezirksarztes für Soziale Betreuung sowie als stellvertretende Abteilungsleiterin für soziale Betreuung im Institut für Sozialhygiene und Organisation des Gesundheitswesens. Darauf folgte eine wissenschaftliche Tätigkeit auf dem Gebiet der Betreuung psychisch Schwergeschädigter. 1992 eröffnete sie eine eigene Psychotherapeutische Praxis in Berlin-Pankow.
Schönebeck trat im Februar 1990 der PDS bei, bei der sie dem Kreisvorstand in Berlin-Lichtenberg angehörte. Sie gehörte der letzten Volkskammer sowie dem Deutschen Bundestag bis Ende 1990 an.